# Chronologie de l'entomologie

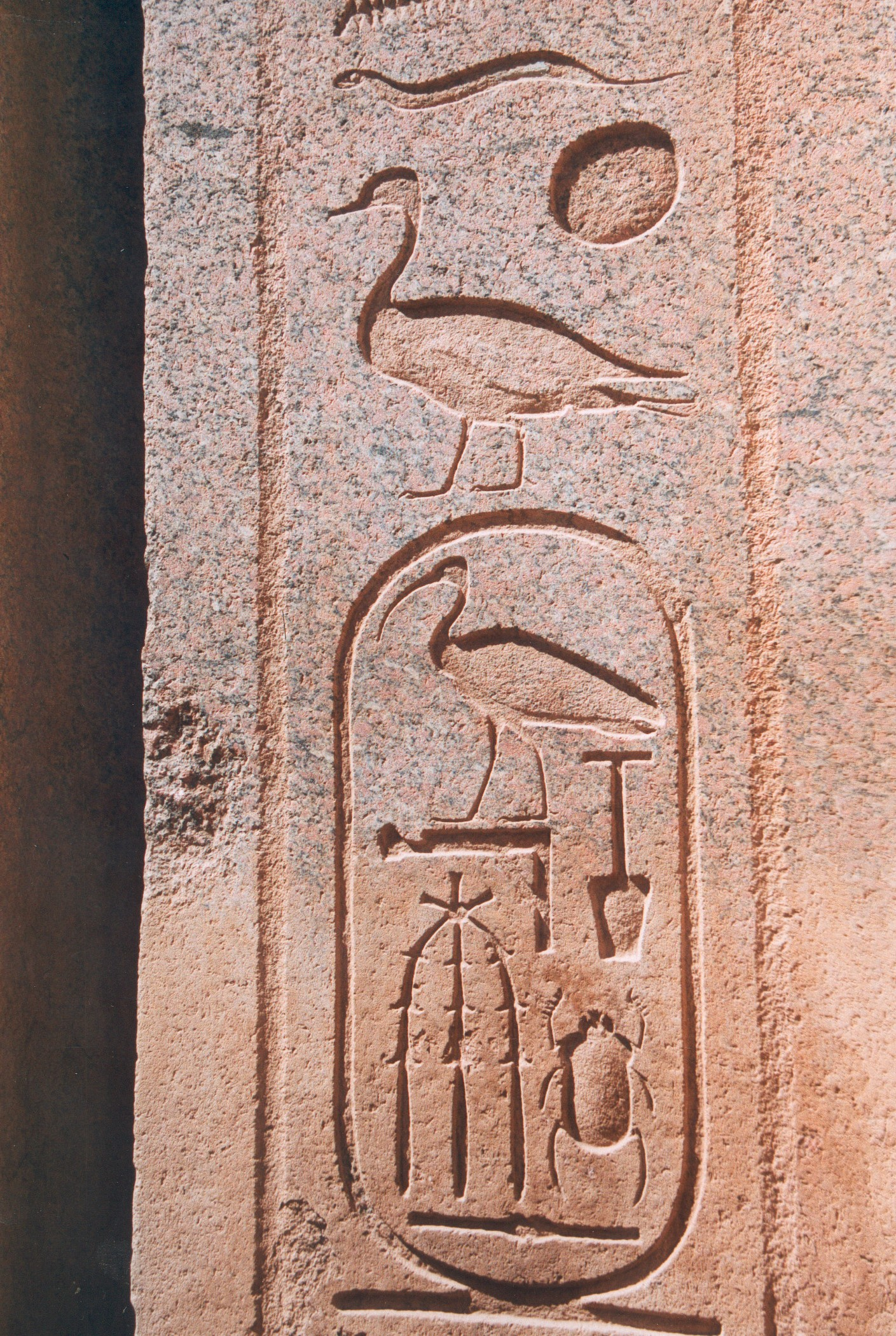
Cartouche de Thoutmôsis III, fils de Rê (Ḏḥwty-ms nfr-ḫprw) sur son obélisque à Karnak.

## Préhistoire et antiquité
- La plus ancienne représentation d'insecte connue montre une silhouette récoltant du miel et a été découverte dans une grotte d’Espagne.
- Le bousier joue un grand rôle dans la religion des anciens Égyptiens, tant dans l'art funéraire que dans la religion. Il constitue une boulette d'excrément qu'il enterre et sur laquelle grandira une larve. Son comportement en fait l'image même de la transformation, du renouveau et de la résurrection.
- L'apiculture prend son origine également en Égypte et fait l'objet de traités chez les Grecs comme chez les Romains.
- Aristote ne mentionne que 47 espèces d'insectes dans les écrits qui nous sont parvenus. Pourtant il écrivait : Il n'est pas d'un homme raisonnable de blâmer par caprice l'étude des insectes, ni de s'en dégoûter par la considération des peines qu'elle donne. La nature ne renferme rien de bas. Tout y est sublime, tout y est digne d'admiration.

## Moyen Âge
- Isidore de Séville (VIe siècle) traite des insectes dans ses Etymologiæ.
- Albert le Grand (1193/1206-1280) s'intéresse beaucoup aux insectes.

## XVIesiècle
- 1565 : La mort de Conrad Gessner (1516-1565) l'empêche d'achever la partie consacrée aux insectes dans son immense Historia animalium. Celle-ci ne sera publiée que bien plus tard sous le titre de Insectorum sive minimorum animalium theatrum.

## XVIIesiècle
- 1602 : Ulisse Aldrovandi (1522-1605) fait paraître son De animalibus insectis libri septem, cum singulorum iconibus ad vivum expressis consacré aux insectes et à quelques autres invertébrés.
- Entre 1662 et 1667 : Jan Goedart (1620-1668) fait paraître Metamorphosis et historia naturalis où il présente, par des gravures en taille-douce, les différentes phases de croissance des insectes.
- 1669 : Jan Swammerdam (1637-1680), dans son Histoire naturelle des Insectes (Historia Insectorum generalis en latin), distingue les insectes à métamorphoses complètes et incomplètes et décrit avec soin ces transformations.
- De 1696 à 1700, Antonio Vallisneri (1661-1730) fait paraître ses Dialoghi sopra la curiosa Origine di molti Insetti (Dialogues sur la curieuse origine de plusieurs insectes) avec lesquels il contribue avec Redi (1626-1697) et Malpighi, à démentir la croyance en la génération spontanée.

## XVIIIesiècle
- 1710 : François Xavier Bon de Saint Hilaire (1678-1761) fait paraître un mémoire sur l'utilisation de la soie d'araignée comme fibre textile, première recherche scientifique de cette nature. René-Antoine Ferchault de Réaumur (1683-1757) démontre la même année le faible intérêt économique d'une telle production.
- 1734 : Réaumur fait paraître le premier tome de ses Mémoires pour servir à l'Histoire des Insectes, l'un des plus grands ouvrages sur ces animaux du XVIIIe siècle.
- 1735 : première édition du Systema naturæ de Carl von Linné (1707-1778) qui ne comprend que quatre ordres d'insectes : les coléoptères, les gymnoptères, les hémiptères et les aptères. La douzième édition, de 1767, en comprendra sept : les coléoptères, les hémiptères, les lépidoptères, les névroptères, les myménoptères, les diptères et les aptères. Sa classification est basée sur les ailes.
- 1757 : la dixième édition du Systema naturæ de Carl von Linné paraît : moins de 3 000 espèces y sont décrites.
- 1752 à 1758 : Charles de Geer (1720-1778) fait paraître Mémoires pour servir à l'histoire des insectes dont le titre est calqué sur l'œuvre de Réaumur dont il est un grand admirateur.
- 1762 : Étienne Louis Geoffroy (1725-1810) propose six ordres d'insectes : les coléoptères, les hémiptères, les tétraptères à ailes farineuses, les tétraptères à ailes nues, les diptères et les aptères. Sa classification est, comme celle de Linné, basée sur l'aile.
- 1770 : Johan Christian Fabricius (1745-1808) fait paraître ses premiers travaux sur les arthropodes. Sa classification des insectes, basée sur l'examen des pièces buccales, a une importance considérable sur la taxinomie entomologique. Il crée treize ordres.
- 1775 : Pieter Cramer (1721-1776) et Caspar Stoll (?-1791) commence à faire paraître De uitlandische Kapellen voorkomende in de drie Waereld-Deelen Asia, Africa en America - Papillons exotiques des trois parties du monde l'Asie, l'Afrique et l'Amérique, premier ouvrage consacré à des papillons exotiques suivant le système linnéen.
- 1789 : Début de la parution de l’Entomologie de Guillaume-Antoine Olivier (1756-1814) vaste ouvrage sur les coléoptères.
- 1793 : Georg Wolfgang Franz Panzer (1755-1829) fait paraître une faune d'Allemagne, Faunae Insectorum Germaniae initia.
- 1796 : Pierre André Latreille (1762-1833), dans son Précis des caractères génériques des insectes, disposés dans un ordre naturel, sépare les insectes des crustacés, des arachnides et des myriapodes.

## XIXesiècle
- 1800 : Le nombre total d'espèces d'insectes est estimé ne pas dépasser le chiffre de 20 000.
- 1801 : Jean-Baptiste de Lamarck (1744-1829) distingue définitivement les crustacés des autres arthropodes, séparation acceptée par Georges Cuvier (1769-1832).
- 1805 : Parution du premier volume de l’Introduction to Entomology de William Kirby (1759-1850) et William Spence (1783-1860), qui reste un ouvrage de référence durant des décennies.
- 1807 : Agostino Bassi (1773-1856) commence ses recherches sur une maladie du ver à soie causée par des champignons, préfigurant les travaux de Louis Pasteur (1822-1895).
- 1810 : Pierre André Latreille (1762-1833) utilise la classe des arachnides, créée par Lamarck, et celle des myriapodes, créée par William Elford Leach (1790-1836).
- 1818 : Début de la parution de Systematische Beschreibung der bekannten Europäischen zweiflügeligen Insekten de Johann Wilhelm Meigen (1764-1845).
- 1824 : Parution d'une faune entomologique des États-Unis : American Entomology de Thomas Say (1787-1834) qui est considéré comme le père de l'entomologie américaine.
- 1829 : James Francis Stephens (1792-1852) fait paraître les onze volumes d’Illustrations of British entomology.
- 1830 : Pierre André Latreille obtient la nouvelle chaire des arthropodes du Muséum national d'histoire naturelle. Il va ordonner les taxons supérieurs, classification encore utilisée aujourd'hui.
- 1832 : Création de la Société entomologique de France.
- 1832 : Ferdinand Jožef Schmidt décrit le premier insecte cavernicole dans l'actuelle Slovénie.
- 1832 : Parution du Handbuch der Entomologie d'Hermann Burmeister (1807-1892).
- 1834 à 1875 : Parution de l'ouvrage le plus complet sur l'entomologie en 35 volumes : Suites à Buffon.
- 1834 : Première parution de l’Introduction à l'entomologie de Théodore Lacordaire (1801-1870).
- 1837 : Le comte Pierre François Marie Auguste Dejean (1780-1845) fait paraître le catalogue de sa collection de coléoptères qui contient 22 000 noms.
- 1842 : Victor Audouin (1797-1841) fait paraître son Histoire des insectes nuisibles à la vigne et particulièrement de la Pyrale.
- 1854 à 1876 : Théodore Lacordaire publie son immense Histoire naturelle des insectes. ″Genera″ des Coléoptères, immense travail de 13 volumes consacrés aux coléoptères.
- 1854 à 1856 : Émile Blanchard (1819-1900) rédige sa Zoologie agricole où il présente les espèces nuisibles. Ses travaux, comme ceux d'Audouin quelques années avant lui, marquent la naissance de la recherche scientifique moderne sur les insectes nuisibles.
- 1863 : Henry Walter Bates (1825-1892) fait paraître un article sur le mimétisme dans lequel il apporte un argument supplémentaire à la théorie de l'évolution développée par Charles Darwin.
- 1869 : Tord Tamerlan Teodor Thorell publie On European Spiders suivi, l'année suivante de Synonym of European Spiders, deux ouvrages marquant une étape importante dans les progrès de la taxinomie des araignées.
- 1870 : Début de la parution des Souvenirs entomologiques de Jean-Henri Fabre (1823-1915).
- 1871 : Enrico Verson (1845-1927) fonde la première station de recherche sur le ver à soie du monde à Girogia.
- 1878 : Charles Valentine Riley (1843-1895) organise aux États-Unis le premier service gouvernemental d'entomologie agricole.

## XXesiècle
- 1907 : Fin de la parution des Souvenirs entomologiques de Jean-Henri Fabre (1823-1915) - Musée virtuel Jean-Henri Fabre.
- 1909 : Fondation du Journal of Entomology à l'instigation de Charles Fuller Baker, l'une des premières revues scientifiques consacrées à l'entomologie économique.
- 1928 : William Morton Wheeler (1865-1937) forge le terme superorganisme dans le cadre de l'étude des insectes sociaux.
- 1990 : Parution de The Ants d'Edward Osborne Wilson (1929-) et Bert Hölldobler (1936-).